# Technetics Group
Die Technetics Group ist einer von sechs weltweit agierenden Unternehmensbereichen von EnPro Industries, einem Hersteller von technischen Industrieprodukten für die Prozess-Industrie und den allgemeinen Maschinen- und Anlagenbau.
Die Technetics Group hat ihren Sitz in Columbia, South Carolina, USA. Das Unternehmen fertigt maßgeschneiderte industrielle Dichtungen, Komponenten und Teilsysteme für extreme Anwendungen in den folgenden Branchen: Luftfahrt, Kernenergie, Biowissenschaften, Öl und Gas, Industrieturbinen und Halbleiter-Technik. Außerdem ist die Technetics Group in vielen anderen Bereichen tätig, wie zum Beispiel Oberflächen- und Beschichtungstechnik, Kunststoffbearbeitung, Fluorpolymerätzung und der Prüfung, der Konstruktion und der Analyse von Dichtungen. Seit 2016 beschäftigt die Technetics Group rund 900 Mitarbeiter und verfügt über Fertigungsstätten in Columbia (South Carolina), DeLand (Florida), San Carlos (Kalifornien), Houston (Texas), Daytona (Florida), Hatfield (Pennsylvania), Saint-Étienne (Frankreich), Montbrison (Frankreich), Singapur und Leicester (England).
Im Jahr 1969 ging die Technetics Group eine Forschungs- und Entwicklungspartnerschaft mit der französischen Behörde für Atomenergie und alternative Energien (CEA) ein. Heute betreiben die Technetics Group und die CEA gemeinsam (Mitarbeiter und Ressourcen) das Labor maestral (geschrieben mit kleinem „m“) in Pierrelatte, Frankreich. Das Team im Labor maestral erforscht und entwickelt Dichtungsprodukte für den Einsatz unter extremen Umgebungsbedingungen, in denen beispielsweise hohe Drücke, Temperaturen oder komplexe mechanische Belastungen herrschen und die durch die Interaktion von Materialien, Flüssigkeiten und aggressiven Bakterien gekennzeichnet sind. Die Mitarbeiter im Labor maestral testen und analysieren Dichtungssystemen und simulieren deren Einsatz unter diesen Umgebungsbedingungen. Das CEA Marcoule mit Sitz im Rhone-Tal forscht und entwickelt in den Bereichen Kernbrennstoffkreislauf, Abfallmanagement, Demontage- und Sanierungstechnik.

## Historie
Zur Technetics Group gehören verschiedene Unternehmen. Darunter befinden sich Tara Technologies, Wide Range Elastomers, Hydrodyne, Technetics, Plastomer Technologies, Qualiseal Technology, Garlock France und Garlock Helicoflex.

## Geschäftseinheiten
- Group Columbia – vormals Garlock Helicoflex, fertigt Metalldichtungen für die Luftfahrtindustrie und den Kernenergiesektor.[7]
- Group DeLand – Die Technetics Group DeLand wurde 2009 von EnPro Industries übernommen und fertigt Einlaufdichtungen, akustische Ausrüstungen, Bürstendichtungen und Berstscheiben.[8]
- PTFE & Polymer Solutions – vormals Plastomer Technologies, fertigt Polytetrafluorethylen (PTFE)-Dichtungen und -Komponenten.[9]
- Group Daytona – bis zur Übernahme 2011 Tara Technologies, fertigt geschweißte Metall-Faltenbälge, Kohlenstoff-Gleitringdichtungen und hydrodynamische Dichtungen.[10]
- Group Oxford – bis zur Übernahme 2014 Fabrico, Inc., fertigt Komponenten für die Bereiche Verbrennung, Kraftstoffdüsen und Heißpfad von Gas- und Dampfturbinen.[11]
- Group Singapur – Die Technetics Group Singapur, bis zur Übernahme 2011 Tara Technologies, fertigt geschweißte Metall-Faltenbälge.[10]
- Group France – vormals Garlock France, stellt Metall- und Graphitdichtungen, aufblasbare Dichtungen, Spiraldichtungen, mechanische Dichtungen, Bürstendichtungen und Schnellkupplungssysteme her.[7]
- Group Leicester – bis zur Übernahme 2009 Wide Range Elastomers, fertigt Elastomer-Dichtungen und -Profile für die Luftfahrtindustrie, Medizintechnik und die pharmazeutische Industrie.[12]